# سنورا بب
سنورا بب (انگلیسی: Sanora Babb; ۲۱ آوریل ۱۹۰۷ – ۳۱ دسامبر ۲۰۰۵) رمان‌نویس، ویراستاری، شاعر اهل ایالات متحده آمریکا بود.